# Hostomice (okres Beroun)
Hostomice (německy Hostomitz) jsou město v okrese Beroun ve Středočeském kraji, asi 10 km východně od Hořovic. Město má i s místními částmi přibližně 1 900 obyvatel
Město se nachází v široké kotlině na potoce Chumavě pod severozápadním úpatím Hřebenů.

## Historie
První písemná zmínka o sídle (Hostomicz) pochází z roku 1343, kdy pražský purkrabí Hynek Berka z Dubé potvrdil práva a výsady nedávno založeného městečka. Hostomice náležely od roku 1357 až do zrušení poddanství ke karlštejnskému panství. V roce 1563 město dostalo právo na honby. Pole a Hostomice pustly. Právo bylo zrušeno.
Hostomice se městem staly za Karla VI. roku 1738 a dostaly i městský znak. V roce 1742 byly Hostomice postiženy tyfem[nepřesný odkaz]. Pozoruhodné je určitě to, že v Hostomicích byla velmi silně zakořeněná protestantská víra, neboť ještě roku 1755 sem byli voláni na pomoc misionáři na proces rekatolizace. V roce 1817 bylo založeno divadlo. V roce 1836 Hostomice zachvátil požár. Statutu města může ve své novodobé historii sídlo požívat od roku 1992.
Město je také známé díky svým cvočkařských bouřím v 19. století, jež byly později velmi často interpretovány jakožto předzvěst bojů dělnické třídy. Nějaký čas zde žil (a v roce 1964 zemřel) JUDr. Jiří Havelka – od roku 1938 kancléř, ministr dopravy a místopředseda vlády, který byl v roce 1941 společně s generálem Eliášem gestapem zatčen a až do konce války držen v domácím vězení. Po roce 1948 byl komunisty perzekvován a byl nucen přestěhovat se z Prahy do Hostomic. Hostomice drží i jeden okresní primát, neboť 19. října 1913 se tam zásluhou Sokola uskutečnil první letecký pokus. Pilotem byl aviatik Šimůnek, kterému sice den předtím praskla vrtule, ale následujícího dne o 4. hodině odpoledne krátký let úspěšně provedl. Vztah k Hostomicím měl i slavný konstruktér letadel Alois Šmolík, jehož otec byl koželuh v tomto městě.
Hostomice se mohou pochlubit rozsáhlým náměstím, jeho délka je téměř půl kilometru. Toto náměstí prošlo v letech 2015-2018 revitalizací.

## Obecní správa

### Části města
- Bezdědice (k. ú. Bezdědice u Hostomic)
- Hostomice (k. ú. Hostomice pod Brdy)
- Lštěň (k. ú. Hostomice pod Brdy)
- Radouš (k. ú. Radouš)

Součástí města je také základní sídelní jednotka Zátor. K městu patří také Hadovna, Hájovna Zátor, Na Pile, Nouzov, Podbaba, Rokle a Šiberna.
Sousedními obcemi sídla jsou Velký Chlumec, Pičín, Dobříš, Jince, Čenkov, Buková u Příbramě, Neumětely, Lhotka, Skřipel, Lochovice a Běštín.
Od 1. ledna 1986 do 23. listopadu 1990 k městu patřily i Běštín a Malý Chlumec.

### Územněsprávní začlenění
Dějiny územněsprávního začleňování zahrnují období od roku 1850 do současnosti. V chronologickém přehledu je uvedena územně administrativní příslušnost obce v roce, kdy ke změně došlo:
- 1850 země česká, kraj Praha, politický i soudní okres Hořovice[5]
- 1855 země česká, kraj Praha, soudní okres Hořovice
- 1868 země česká, politický i soudní okres Hořovice
- 1939 země česká, Oberlandrat Plzeň, politický i soudní okres Hořovice[6]
- 1942 země česká, Oberlandrat Praha, politický okres Beroun, soudní okres Hořovice[7]
- 1945 země česká, správní i soudní okres Hořovice[8]
- 1949 Pražský kraj, okres Hořovice[9]
- 1960 Středočeský kraj, okres Beroun
- 2003 Středočeský kraj, okres Beroun, obec s rozšířenou působností Hořovice

## Společnost

### Rok 1932
Ve městě Hostomice pod Brdy (přísl. Lštěň, 1964 obyvatel) byly v roce 1932 evidovány tyto živnosti a obchody:
- Instituce a průmysl: poštovní úřad, telegrafní úřad, telefonní úřad, četnická stanice, katol. kostel, sbor dobrovolných hasičů, 3 cihelny, hospodářské družstvo, výroba kovaných hřebíků, koželužna, 4 mlýny, 2 pily, pivovar, výroba kožených rukavic, včelařský spolek, velkostatek.
- Služby (výběr): 2 lékaři, nákladní autodoprava, 2 biografy (Sokol, Městský), 3 cukráři, drogerie, fotoatelier, 3 hodináři, 6 hostinců, 2 hotely (Krása, Občanská záložna), 2 knihaři, konsum Včela, lékárna, 2 modistky, obchodní dům, Hospodářsko-živnostenská záložna, Občanská záložna, 2 tesařští mistři, 2 zahradnictví, zubní ateliér, 2 železářství.

### Současnost
V posledních letech se do města nastěhovalo mnoho nových obyvatel, nové rodinné domy se staví především za hřbitovem směrem k Bezdědicím.
V obci funguje mateřská i základní škola, knihovna a hasičský sbor.
Ve městě působí i několik místních organizací celostátních spolků, například Český zahrádkářský svaz a Svaz tělesně postižených. Jedním z nejstarších spolků ve městě je Základní organizace Českého svazu včelařů, která byla založena již roku 1898.
V obci působí římskokatolická, husitská i evangelická církev.
Město vydává zpravodaj Hostomické listy.
Dále zde najdeme pivovar, který vaří oblíbené pivo Fabián, prodejnu COOP na náměstí, bar Záložna nebo restauraci a cukrárnu u Frajerů (dříve hotel Krása).

## Osobnosti
- Pavel Lisý  (1912–1990)  akademicky malíř
- Václav Treitz (1819–1872), lékař, patolog
- Jaroslav Sedláček (1860-1925), katolický kněz a profesor biblického studia a semitských jazyků
- František Polák (1889–1971), právník, autor publikací o pracovním právu, vězeň gulagu
- František Dušek (1920–1940), pilot RAF[11]
- JUDr. Jiří Havelka (1892–1964), právník a politik, v době protektorátu ministr dopravy a vedoucí kanceláře prezidenta Háchy

## Pamětihodnosti

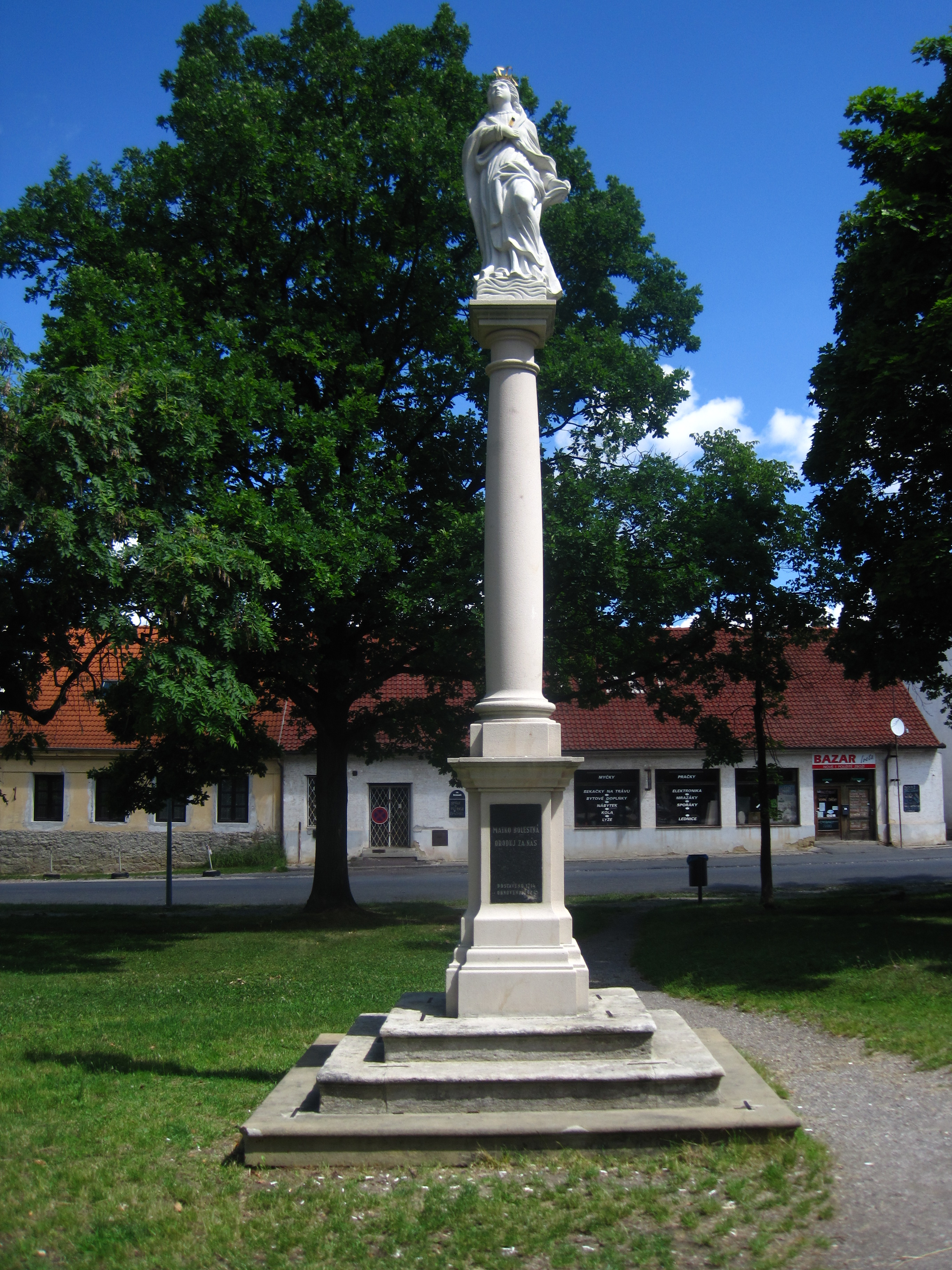
Mariánský sloup na Tyršově náměstí

- Kostel Nastolení sv. Petra v Antiochii, barokní, na místě staršího kostela doloženého od 14. století. Jednolodní (1762) obdélná stavba s obdélným presbytářem (1743) ukončeným polokruhovou apsidou, obdélnou sakristií po severní straně a věží (1855) nad západním průčelím.
- Mariánský sloup na náměstí, barokní z roku 1714, obnoven 1924
- Výklenková kaple při silnici do Bezdědic
- Výklenková kaple při cestě na Skřipel
- Socha sv. Jana Nepomuckého na náměstí, z roku 1871
- Židovský hřbitov zhruba 2 km jihozápadně od města na sv. úbočí vrchu Chlumek (49° 48′ 38″, 14° 01′ 38″). Hřbitov byl založen někdy v letech 1833 či 1837 a sloužil početné židovské obci v Hostomicích. Na ploše 0,20 ha se dochovalo kolem 160 náhrobků od 30. let 19. do 30. let 20. století.[12]
- Pomník padlým v 1. světové válce, dílo Emanuela Kodeta z roku 1923
- Pomník partyzánům na hřbitově
- Rekonstruovaný pivovar s pivem Fabián
- Stará škola (dnes pošta), z roku 1822
- Nová škola (ZŠ Pavla Lisého), z let 1899 až 1900
- Fabiánovo lože, pověstmi opředený skalní útvar na vrchu Velká Baba

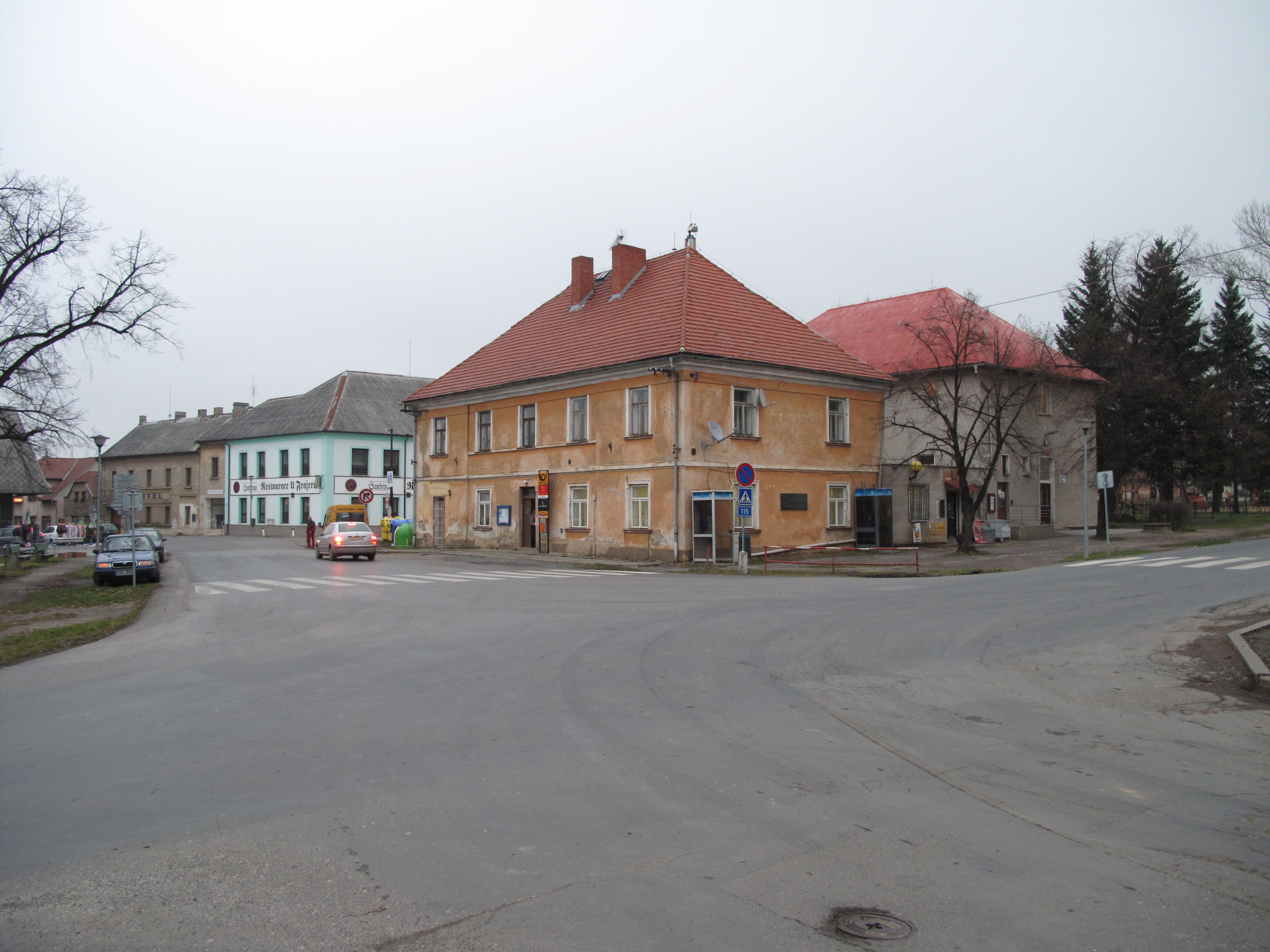
Pošta na náměstí, v pozadí restaurace U Frajerů

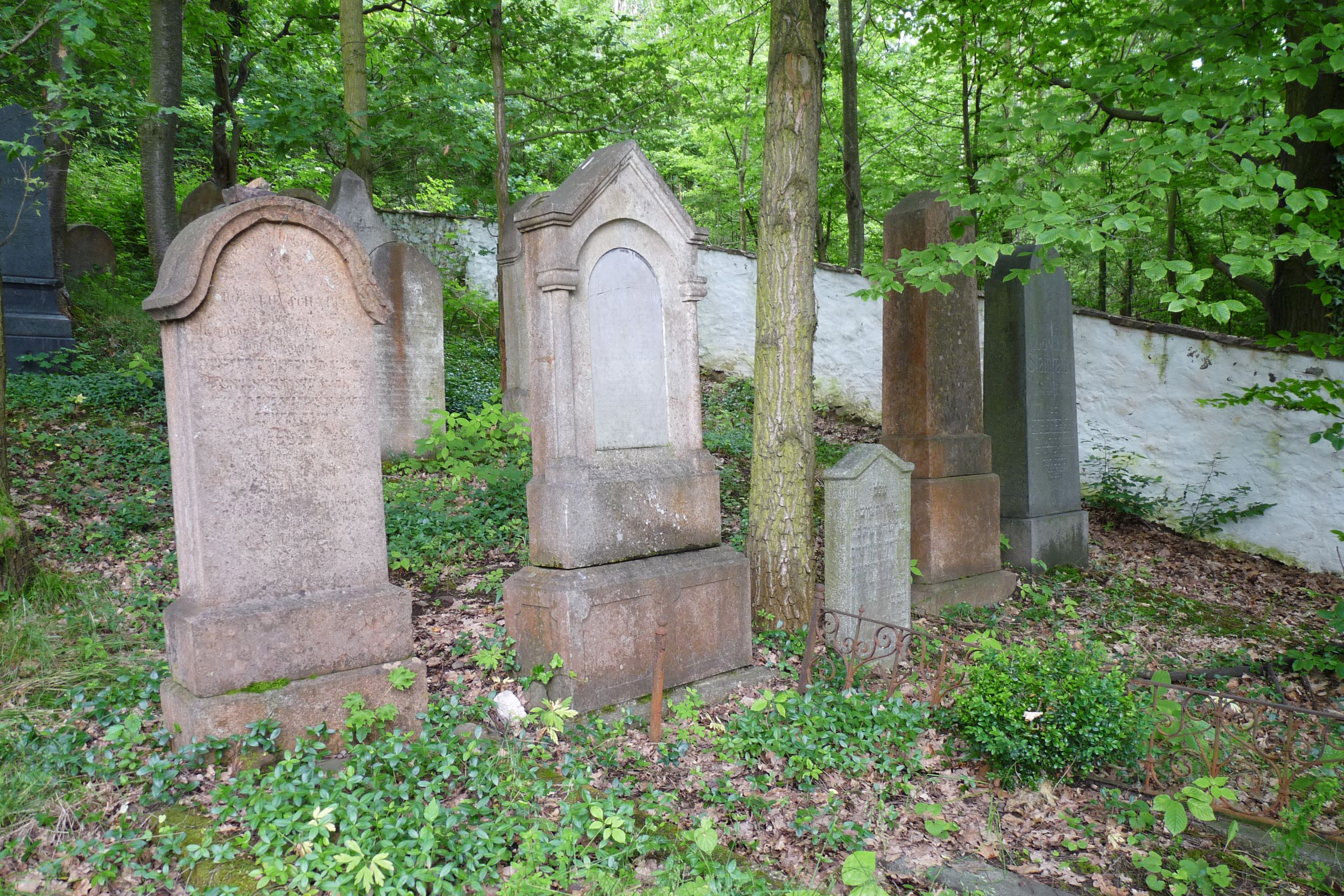
Židovský hřbitov poblíž Hostomic

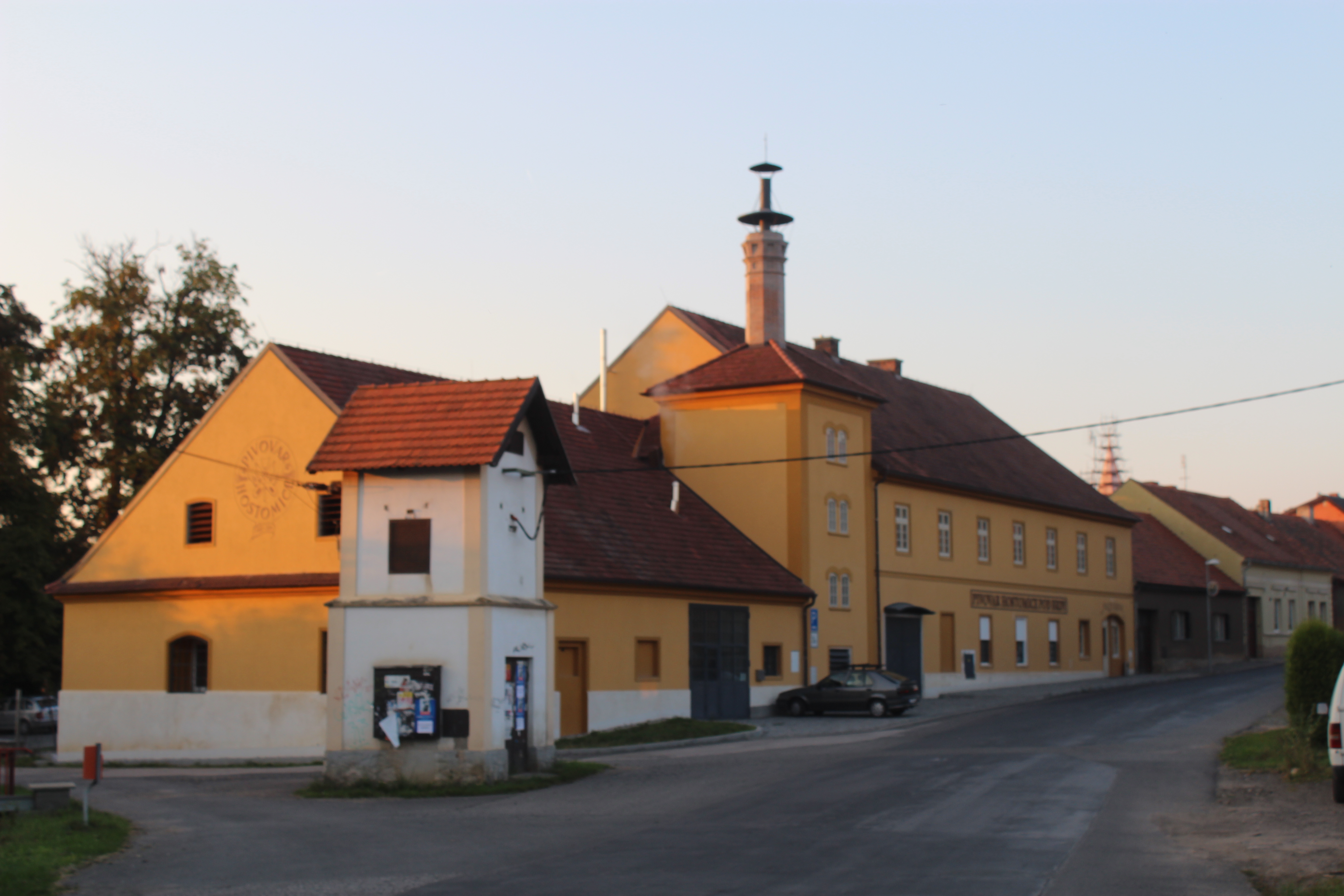
Hostomický pivovar

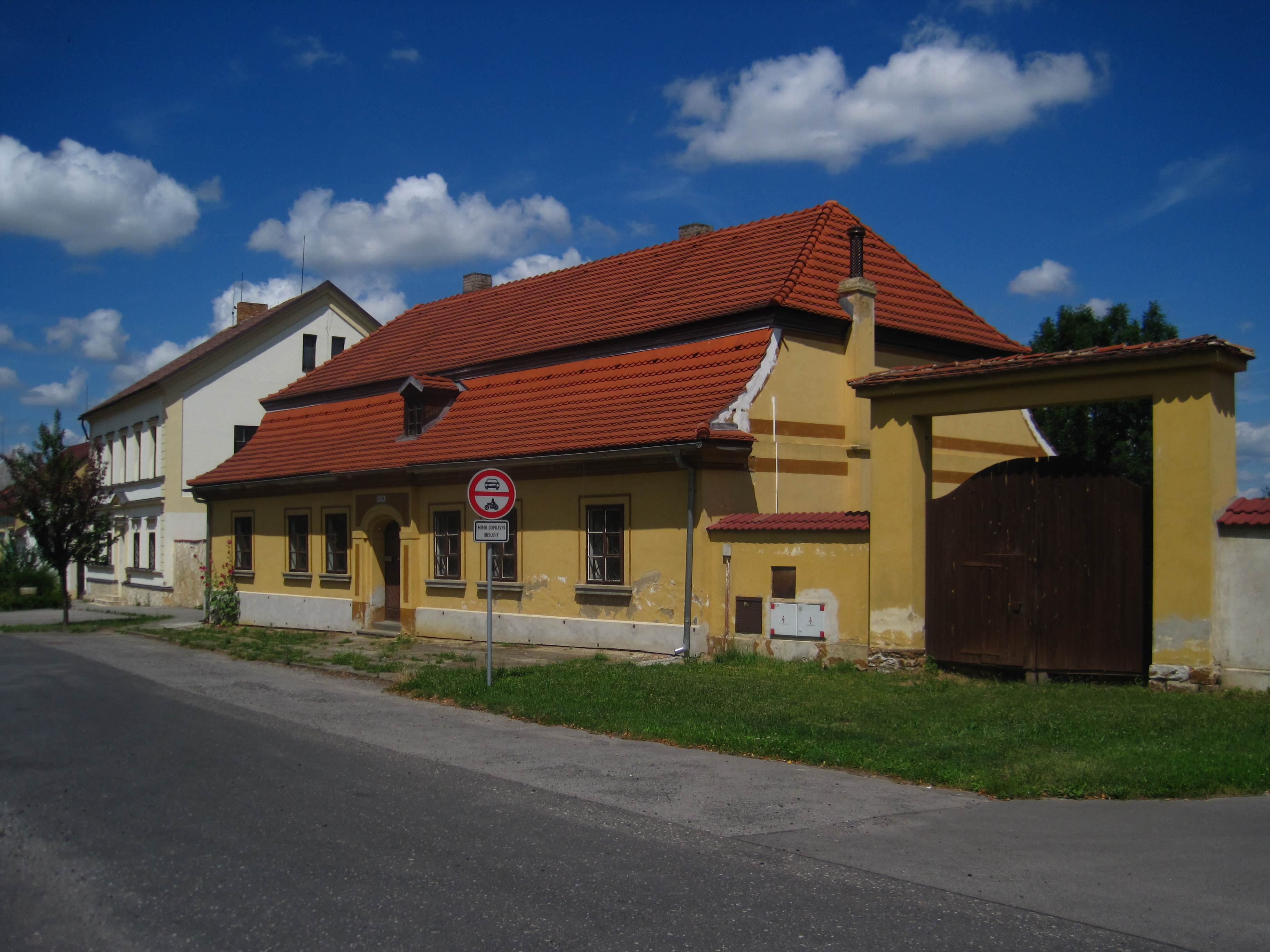
Dům čp. 64 v Hostomicích

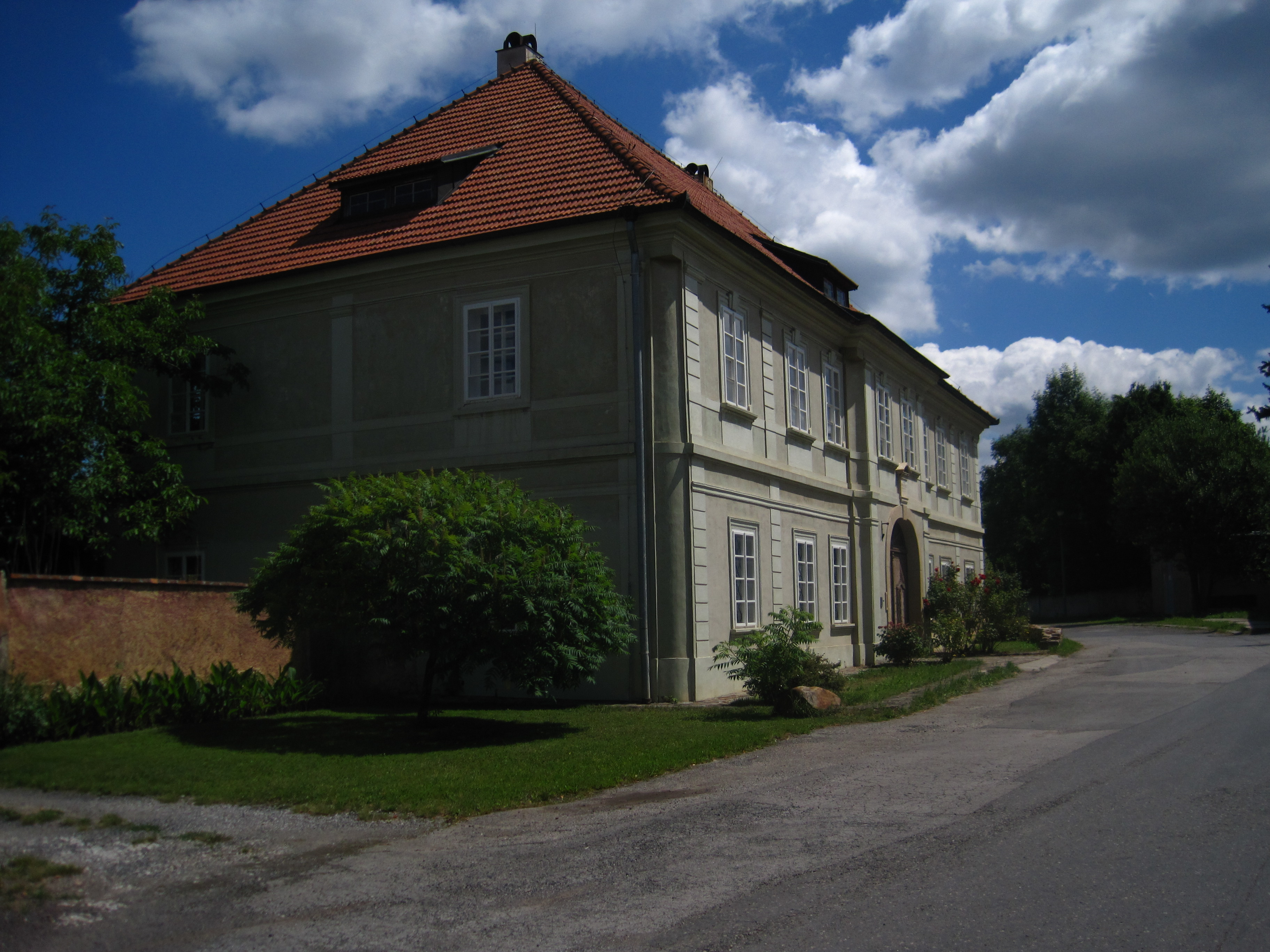
Dům čp. 71 v Hostomicích

## Kultura a sport
V roce 1994 se zde uskutečnil první taneční festival techna – Teknival Hostomice 1994, později známý jako CzechTek.
Zdejší fotbalový klub je pravidelným účastníkem 1. B třídy.
V Hostomicích vznikla kniha Pepánek Nezdara spisovatele Franty Župana.

## Doprava

### Dopravní síť
Městem vedou silnice II/114 Cerhovice – Hořovice – Hostomice – Dobříš – Nový Knín – Neveklov – Jírovice a II/115 Jince – Hostomice – Řevnice – Černošice – Praha-Radotín. Do města dále vedou silnice III. třídy

### Autobusová doprava 2024
Autobusovou dopravu ve městě Hostomice zajišťuje společnost Arriva Střední Čechy. Město je součástí Pražské integrované dopravy (PID). Ve městě se nacházejí zastávky Hostomice,nám., Hostomice,odb.Zátor, Hostomice,škola a Hostomice,žel.st. Mezi další zastávky spadající pod město jsou Hostomice,Bezdědice, Hostomice,Lštěň, Hostomice,Lštěn,rozc., Hostomice,Radouš a Hostomice,Radouš,u křížku. Město obsluhují autobusové linky 632, 634, 639 a 640. Linka 632 spojuje město s Malým Chlumcem, Velkým Chlumcem, Osovem, Osovcem, Vižinou, Všeradicemi, Nesvačily, Podbrdy, Drahlovicemi, Skuhrovem, Hatěmi, Svinařemi, Halouny a Řevnicemi. Linka 634 zajišťuje spojení mezi Hostomicemi a obcemi Neumětely, Skřipel, Osov, Lážovice, Vižina, Podbrdy a Všeradice. Linka 639 propojuje Dobříš, Malý Chlumec, Velký Chlumec, Osov, Skřipel, Hostomice, Bezdědice, Radouš, Neumětely, Libomyšl, Lochovice a Hořovice. Linka 640 propojuje Čenkov, Jince, Běštín, Hostomice, Lhotku, Lochovice, Libomyšl, Chodouň a Zdice.

### Železniční doprava 2024
Městem prochází jednokolejná regionální železniční trať 172 Zadní Třebaň–Lochovice, která byla uvedena do provozu v roce 1901. Ve městě se nachází železniční stanice Hostomice pod Brdy a v místní části Radouš se nachází železniční zastávka Radouš. Na území města se také nachází železniční zastávka Neumětely. Na všech třech místech zastavují osobní vlaky linky S76. Tyto vlaky, provozované společností České dráhy, jezdí z Lochovic do Zadní Třebaně.

## Turistika
Do města vede cyklotrasa i turistické trasy (modrá, zelená, žlutá).